# Ex Palazzo dell’Amministrazione Provinciale

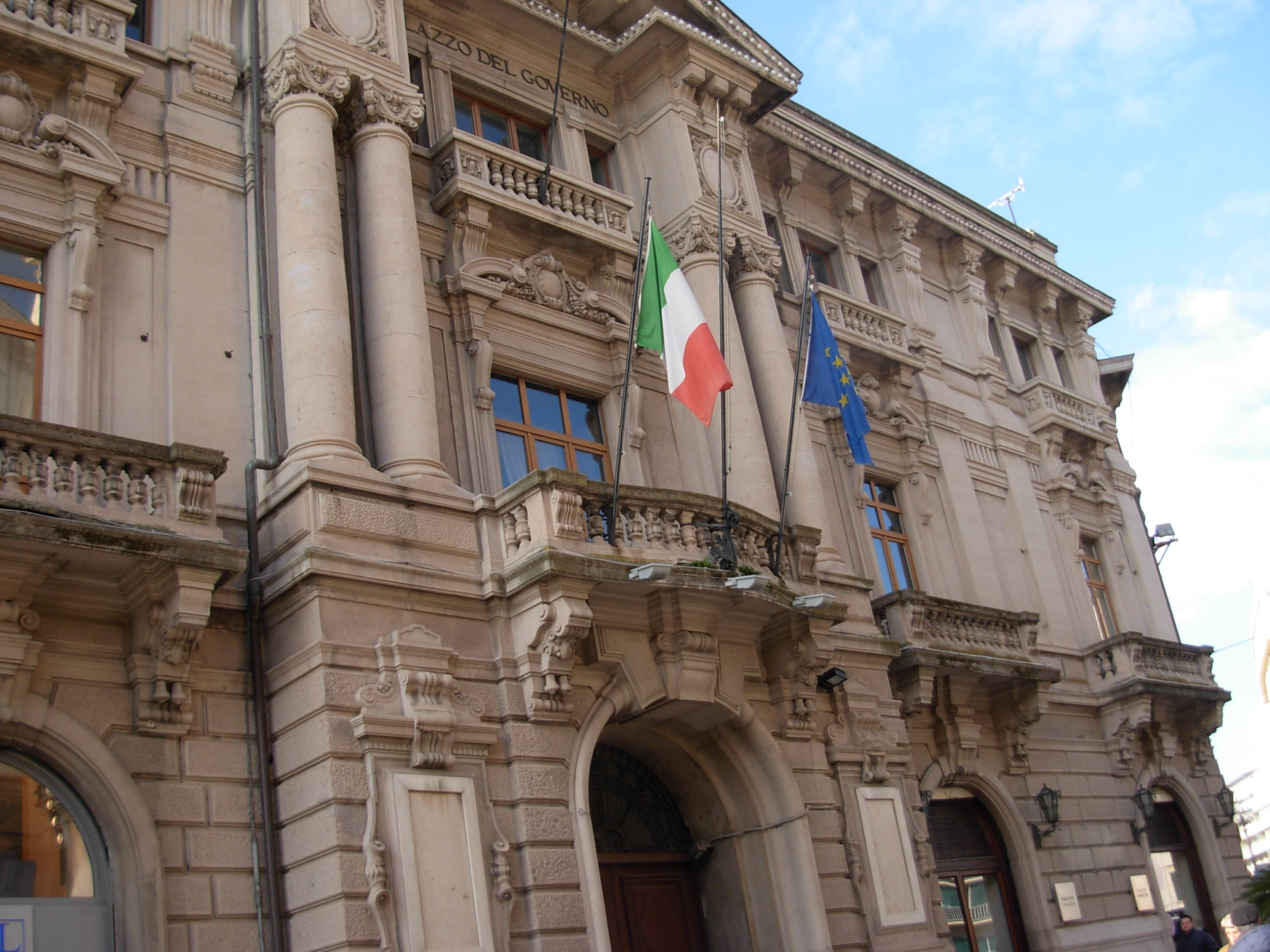
Der ehemalige Palazzo dell’Amministrazione Provinciale, in dem heute die Büros der Präfektur untergebracht sind

Der ehemalige Palazzo dell’Amministrazione Provinciale ist ein Palast aus den 1920er-Jahren in Catanzaro in der italienischen Region Kalabrien. Das Gebäude liegt an der Piazza della Prefettura und dem Corso Giuseppe Mazzini.

## Geschichte
Der Palast wurde 1926 auf dem Gelände des ehemaligen Palazzo Larussa errichtet, der in den ersten Jahren des 20. Jahrhunderts abgerissen worden war. Ursprünglich war dort die Verwaltung der Provinz Catanzaro untergebracht, wurde dann aber in den 1960er-Jahren in den benachbarten Palazzo di Vetro verlegt. Den ehemaligen Palazzo dell'Amminstrazione Provinciale kaufte dann die Präfektur und richtete dort ihre Büros ein.

## Beschreibung
Das Gebäude, das nach den damaligen Normen für Erdbebensicherheit errichtet wurde, hat drei Stockwerke. Es ist im eklektischen Stil errichtet und vereint Elemente des Jugendstils, des Barocks und der Renaissance in sich. Der Ratssaal ist mit Stuck und Halbreliefen verziert, während die für das Publikum reservierte Tribüne ein Gemälde des kalabresischen Malers Andrea Cefaly beherbergte: Brutus verurteilt seine Söhne. Dieses zog mit der Provinzverwaltung in den Palazzo di Vetro um.